# Фемарн
Фемарн (њем. Fehmarn) град је у њемачкој савезној држави Шлезвиг-Холштајн. Једно је од 36 општинских средишта округа Остхолштајн. Према процјени из 2010. у граду је живјело 12.962 становника. Посједује регионалну шифру (AGS) 1055046.

## Географски и демографски подаци
Фемарн се налази у савезној држави Шлезвиг-Холштајн у округу Остхолштајн. Град се налази на надморској висини од 0 - 27 метара. Површина општине износи 185,5 km². У самом граду је, према процјени из 2010. године, живјело 12.962 становника. Просјечна густина становништва износи 70 становника/km².

## Међународна сарадња
| Мјесто           | Држава   | Врста сарадње | Од    |
| ---------------- | -------- | ------------- | ----- |
| Родби            | Данска   | партнерство   | 1964. |
| Орт ан дер Донау | Аустрија | партнерство   | 1981. |
| Извор            |          |               |       |